# 鄭弘
鄭 弘（てい こう、生没年不詳）は、前漢の人。字は稚卿。泰山郡剛県の人。御史大夫となった。

## 略歴
兄の鄭昌（字は次卿）と共に学問を好み、経書や法律に通じた。鄭昌は太原太守・涿郡太守、鄭弘は南陽太守となり、それぞれ優れた治績を挙げ、後世に伝えられるほどになった。鄭昌は刑罰を用いることが多く、鄭弘の公平さには敵わなかった。
鄭弘は淮陽国相となり、成績優秀であったことから初元3年（紀元前46年）に右扶風に選ばれた。都でも彼を称えた。
永光2年（紀元前42年）、韋玄成が御史大夫から丞相に昇進したため、鄭弘が後任の御史大夫となった。
京房が新たな官吏の評定法を提案した時、最初は反対したが、後に賛成した。また京房はその後、中書令石顕と丞相韋玄成を退けるよう進言し、韋玄成の代わりに鄭弘を推薦した。しかし京房が失脚し罪に落ちると、京房が以前上奏したことを鄭弘に語っていたことが問題となり、建昭2年（紀元前37年）に罷免され庶人となった（『漢書』百官公卿表下では自殺したと記されているが、鄭弘伝・京房伝によると罷免のみである）。